# پوست خشک
پوست خشک (به انگلیسی: Xeroderma) شامل شرایط ویژهٔ دستگاه پوششی است که در اکثر موارد به راحتی با استفاده از مرطوب‌کننده‌ها قابل درمان می‌باشد. خشکی پوست بیشتر در بخش‌هایی از بدن مانند پوست سر، بند انگشتان، ران‌ها و بازوها بروز می‌کند. پوست خشک شامل نشانه‌هایی چون ترک خوردن پوست و خارش می‌باشد.

## دلایل
پوست خشک می‌تواند در اثر مواردی چون سرما، شستن بیش از حد پوست، گرما، سابیدگی پوست، کمبود ویتامین‌هایی همچون آ و د، بیماری‌های همستی، آفتاب‌سوختگی و مواد شیمیایی چون آنتی کولینرژیک، شوینده مصنوعی، پودرهای شوینده، مواد اسیدی و بازی و غیره پدید آید.

## پیشگیری و درمان
نخستین ماده‌ای که به شکل صنعتی برای پیشگیری از بروز و درمان خشکی پوست تولید گشت کرم مرطوب‌کنندهٔ نیوآ بود که توسط شرکت دارو سازی آلمانی در سال ۱۸۰۰ میلادی اختراع و به بازار عرضه گشت. از آن پس همواره انواع گوناگونی از کرم‌های مرطوب‌کننده با استفاده از روغن‌ها و کره‌های ی گیاهی، روغن‌ها و ژله‌های نفتی و حتی چربی پشم تولید گشته و برای پیشگیری از بروز و درمان خشکی پوست عرضه گشته‌اند. این مواد روی سطح پوست را پوشانده و از خروج چربی‌های پوست از آن پیشگیری می‌کنند.